# How I Wet Your Mother
«How I Wet Your Mother» (укр. «Як я обмочив вашу маму») — шістнадцята серія двадцять третього сезону мультсеріалу «Сімпсони», прем'єра якої відбулась 11 березня 2012 року у США на телеканалі «Fox».

## Сюжет
На Спрінґфілдській АЕС Смізерс не щільно закриває двері складу з офісними канцтоварами. Це помічає Гомер і оголошує про це всім. Як наслідок, працівники хапають, скільки можуть взяти і запхати в авто. На виході зі станції містер Бернс помічає робітників, які втікають. Гомер першим помічає боса і швидко втікає на авто, спричинивши аварії автомобілів інших своїх колег. Згодом Бернс винагороджує Гомера вихідним, що не піддався стадному інстинктові та як покарання для решти змушує їх письмово возвеличити Гомера. Свій вихідний Гомер проводить рибалячи з Бартом.
Наступного ранку Гомер прокидається і виявляє, що обмочив ліжко. Спершу він намагається це приховати, припустивши, що це — карма за зраду своїх колег. Наступного дня Гомер проводить велике вибачальне барбекю для колег. Однак, наступної ночі Гомер знову мочиться…
Він купує енурезний будильник для контролю сечовипускання, проте вночі сирена будильника будить усіх Сімпсонів і Гомер розкриває свою проблему. Тоді Гомер купує підгузки для дорослих, але вони відвертають Мардж під час інтиму.
Не змігши заснути, Мардж сумно гуляє містом. Вона знаходить професора Фрінка, який пропонує рішення енурезу Гомера (Барт про це вже «твітнув»). Фрінк розповідає, що він винайшов машину, за допомогою якої можна входити в сни інших людей.
Фрінк підключає пристрій до сплячого Гомера і його сім'ї, щоб останні змогли «поринути» в сон Гомера… Вони опиняються на гірському схилі, а їх переслідує Смерть, яка тягне труну. Вони падають зі схила. Професор їм повідомляє, що померши уві сні, вони помруть насправді, тож Барт повторно застосовує машину Фрінка і всі тепер потрапляють в його сон…
Сімпсони опиняються на прийомі в сімейного психолога із труною посередині кімнати. Психолог говорить, що у труні — коренева причина сечовипускань Гомера. Останній відкриває труну і з неї вилазить повно риби. Рятуючись Сімпсони залізають на труну, і Гомер протирає напис на ній — «шлюб». Далі Ліса каже родині хутко залізти в її сон. Однак, оскільки нікому не цікавий її сон про Вікторіанську епоху, всі переходять у сон Гомера…
В іншому сні Гомера Сімпсони з'являються в місті його мрій з багатьма тавернами Мо, пивною Мардж, «Квікі-Мартом», де бекон дають як решту, тощо. Гомер вирішує, що хоче тут залишитися назавжди…
Тим часом у реальності поліція проводить обвалу на Фрінка і його машину. Від хитання пристрою місто мрій уві сні Гомера руйнується. Сімпсонів знов наздоганяє і рятує Смерть. Коли Сімпсони подякували їй, вони дізнаються, що Сметь — це Мона Сімпсон…
Вона запрошує Гомера із сім'єю до кінотеатру. На екрані — сцена з дитинства Гомера. Коли Гомер рибалив з Ейбом, човен перекинувся. В результаті до свого будинку відпочинку вони повернулися з кількагодинним запізненням і без риби, через що між батьками була сварка. Через пару тижнів Мона кинула Ейба і Гомера. Останній відчував провину, бо думав, що це через невдалу риболовлю, а рибальство з Бартом відродило глибоке почуття провини, через що Гомер і мочиться в ліжку. Однак, Мона запевнила сина, вона кинула сім'ю, бо відчула полегшення від того, що Гомер, у безпеці з батьком. Гомер нарешті відчув полегшення і Сімпсони, нарешті, прокинулися.
Гомер вже не мочиться в ліжко і якось вночі, щоб переконатися, що це — не черговий сон Мардж закрутила дзиґу. Якщо це сон, дзиґа обертатиметься нескінченно. Після дуже довгого обертання, Гомер з Мардж вирішують дати волю емоціям і вирушають голяка поїхати на велосипеді. Однак, дзиґа все-таки падає, а на Сімпсонів падає град.

## Цікаві факти і культурні відсилання
- Сюжет серії ― пародія на фантастичний фільм 2010 року «Початок»[1].
- Під час сцени риболовлі з Бартом можна побачити відходи, які Гомер скинув в озеро Спрінґфілд у «Сімпсонах в кіно»[1].

## Ставлення критиків і глядачів
Під час прем'єри серію переглянули 4,97 млн осіб з рейтингом 2.3, що зробило її найпопулярнішим шоу на каналі «Fox» тієї ночі, після «Сім'янина».
Гейден Чайлдс з «The A.V. Club» дав серії оцінку B+, сказавши
|  | Хоча серія ніколи не досягає відвертих веселощів, вона є однією із найцікавіших серій цього сезону, і головною причиною цього є фокус. У ній немає підсюжету, лише розумний головний сюжет, який на півдорозі розвивається з типової передумови ситкому, яка є хорошою, але не чудовою, у веселу пародію на «Початок». Епізод підтримує постійний рівень досить солідних приколів, не опускаючись до випадкових жартів типу «Сім'янина», які час від часу затягують епізод. Він також тримає персонажів добре обґрунтованими у їхній давно сформованій поведінці, що особливо важливо, коли в серіал додається шар логіки снів. |

Тереза Лопес з «TV Fanatic» дала серії три з половиною з п'яти зірок. На її думку, дослідження розуму Гомера було смішним, але вважала, що пародію на «Початок» у «Південному парку» було зроблено краще.
Серію було номіновано на премію «Енні» в категорії «Найкраще написання сценарію».
Згідно з голосуванням на сайті The NoHomers Club більшість фанатів оцінили серію на 4/5 із середньою оцінкою 3,71/5.